# Marcus Fairs
Marcus Fairs (* 27. November 1967 in Rinteln; † 30. Juni 2022) war ein britischer Journalist. Er war Gründer und Chefredakteur des Online-Magazins Dezeen.

## Leben
Marcus Fairs kam 1967 in der deutschen Stadt Rinteln zur Welt, während sein Vater als Oberstleutnant der British Army an einer NATO-Übung in Luxembourg teilnahm. Er besuchte das Winchester College of Art und studierte 3D-Design an der University of Wolverhampton. Mit dem Wunsch, Reiseschriftsteller zu werden, bereiste er – in Begleitung seiner zukünftigen Ehefrau Rupinder Bhogal – unter anderem Israel, Ägypten und Indien. Sie lebten auch einige Zeit in Spanien, wo Bhogal studierte. Später arbeitete Fairs mit seinem Vater als Reiseveranstalter für das Familienunternehmen Langdale Walking and Adventure Holidays.
Seine journalistische Laufbahn begann Fairs Ende der 1990er Jahre als Autor für die Architekturzeitschrift Building Design (BD) und später für Building, wo er zum stellvertretenden Herausgeber aufstieg. Er arbeitete außerdem freiberuflich für Publikationen wie Blueprint, The Guardian, The Independent on Sunday und Conde Nast Traveller.
2003 gründete er das internationale Architektur- und Designmagazin ICON, das er bis November 2006 herausgab. Während seiner Ära gewann ICON eine Reihe von Auszeichnungen, darunter „Launch of the Year“ und „Designer of the Year“ im Jahr 2003 sowie „Monthly Magazine of the Year“ in den Jahren 2005 und 2006.
Zusammen mit seiner Ehefrau Rupinder Bhogal gründete er 2006 Dezeen als einfachen Blog in London und baute ab 2007 das Unternehmen als Online-Magazin für Architektur, Innenarchitektur und Design mit Sitz in London sowie zeitweise New York City aus.
Im März 2021 wurde Dezeen vom dänischen Medienunternehmen JP/Politikens Hus A/S übernommen; zum Zeitpunkt der Übernahme hatte die Website mehr als 3 Millionen monatliche Besucher und mehr als 6,5 Millionen Follower in den sozialen Medien.
Er war der erste digitale Journalist, der mit der Ehrenmitgliedschaft des Royal Institute of British Architects (RIBA) ausgezeichnet wurde.
Marcus Fairs starb unerwartet nach intensivmedizinischer Behandlung im Alter von 54 Jahren am 30. Juni 2022. Er hinterließ seine Ehefrau und zwei Kinder.

## Ehrungen und Auszeichnungen
- 2002 – Journalist des Jahres
- 2004 – Architekturjournalist des Jahres
- 2005 – BSME-Preis für die beste Markenbildungsinitiative
- 2011 – Aufnahme durch das französische Magazin Architectural Digest in die Liste der wichtigsten 100 Persönlichkeiten im globalen Design
- 2013 – BSME's Business Web Editor of the Year
- 2013 – Ernennung des The Hospital Club zu einer der 100 einflussreichsten Persönlichkeiten in der britischen Kreativbranche
- 2017 – Ehrenmitgliedschaft des Royal Institute of British Architects  für seinen „enormen Beitrag zur Architektur“
- 2018 – Ernennung des Evening Standard zu einem der 1.000 einflussreichsten Menschen in London

## Schriften
- Dezeen Book of Ideas. Spotlight Press, 2011, ISBN 978-0-9563098-2-2.
- Twenty-First Century Design. Carlton Books, 2006, ISBN 1-84442-269-0.
- Green Design. Carlton Books, 2009, ISBN 978-1-84732-127-5.
- Interiors by Marcus Fairs. Carlton Books, 2011, ISBN 978-1-84796-011-5, mit Lisa Helmanis, Victoria O’Brien, Fay Sweet, John Hitchcox
- Dezeen Book of Interviews. Dezeen, 2014, ISBN 978-0-9928474-0-1.
- 21st Century Design: New Design Icons from Mass Market to Avant-Garde. Carlton Books, 2013, ISBN 978-1-84796-011-5.